# Leiyang
Leiyang (en chino, 耒阳; pinyin, Lěi·Yáng) es un municipio  bajo la administración directa de la Prefectura Hengyang en la Provincia de Hunan, República Popular China.  Su área es de 2648 km² y su población total para 2010 superó el 1,15 millón de habitantes. 

## Administración
Desde abril de 2024, el  Municipio Leiyang se divide en 30 pueblos que se administran en 6 subdistritos y 24 poblados.

## Toponimia
El topónimo Leiyang se compone de los sinogramas Lei (nombre propio) y Yang (norte), lo que da como resultado "al norte del [río] Lei". Muchos lugares de China, en el nombre llevan "Yang" porque están situadas al norte de un río,o al sur de una montaña (siguiendo las tradición del Feng shui con el Yin y yang).
La sinograma "Lei" proviene del nombre una herramienta agrícola llamada Lei. Cuenta la leyenda que esta herramienta fue inventada por Shennong  en las orillas de un río, (según la tradición, Shennon dio el conocimiento de la agricultura a la humanidad), para conmemorar este acontecimiento, la gente llamó a ese río Lei (耒河). Más tarde, a ambas orillas del río Lei, fue aumentando la población, hasta que se formó el Condado Lei (耒县), y como la sede condal se encontraba al norte del río se le llamó Leiyang. Este es el único lugar que en su nombre lleva "Lei".